# Vesna Šouc
Vesna Šouc es una directora de orquesta y pedagoga musical serbia. Su carrera está marcada por una exitosa dirección de conjuntos sinfónicos, de ópera, ballet, musicales y corales, así como por una dedicada labor pedagógica en la Facultad de Música de Belgrado, donde es profesora titular y Jefa del Departamento de Dirección de Orquesta.
La carrera de Vesna Šouc representa una interacción continua entre su práctica interpretativa y sus actividades pedagógicas. La experiencia adquirida en el podio de directora enriquece directamente su trabajo con los estudiantes, mientras que su labor pedagógica la mantiene en contacto constante con las nuevas generaciones. Simultáneamente, está activa como directora de orquesta en tres importantes teatros de Belgrado: el Teatro Nacional de Belgrado, la Ópera y Teatro Madlenianum y el Teatro Terazije. A lo largo de sus décadas de carrera, ha realizado cientos de apariciones en conciertos y ha dirigido más de dos mil representaciones teatrales.

## Primeros años, entorno familiar y educación
Vesna Šouc nació en Zemun, en el seno de una conocida familia de músicos. Su padre, Mirko Šouc, fue un destacado músico de jazz serbio: compositor, arreglista, director de orquesta, pianista, vibrafonista y vocalista. Vesna Šouc destaca que su padre y la profesora Darinka Matić Marović fueron sus mayores modelos a seguir.
Recibió su educación musical formal en la Facultad de Música de Belgrado. Primero se graduó en el Departamento de Pedagogía Musical en octubre de 1989, y luego en el Departamento de Dirección de Orquesta en diciembre de 1990. Por su examen final de dirección (un concierto público), recibió el Premio del Fondo "Petar Milošević" como la mejor estudiante de ese año (1990). Obtuvo su Maestría en Dirección de Orquesta en marzo de 1993, en la clase de la Profesora Emérita Darinka Matić Marović. El tema de su tesis de maestría fue "Elementos del estilo musical de Francis Poulenc en los ejemplos de los conciertos 'Champêtre' y el Concierto para dos pianos y orquesta en re menor".

## Desarrollo de la carrera como directora: Contrataciones clave y logros
A lo largo de su carrera, Vesna Šouc ha dirigido más de dos mil representaciones teatrales (ópera, ballet, musical).

### Actividad teatral

#### Teatro Nacional de Belgrado
Vesna Šouc es directora de orquesta permanente de la Ópera del Teatro Nacional de Belgrado. Anteriormente, también se desempeñó como Directora del Coro de la Ópera del Teatro Nacional.
| Título                  | Compositor/Autor de la música | Tipo   | Año/Período | Nota                                              | Fuente |
| ----------------------- | ----------------------------- | ------ | ----------- | ------------------------------------------------- | ------ |
| L'italiana in Algeri    | Gioachino Rossini             | Ópera  | 2016        | Reposición; directora en la función del 22.5.2016 | [ 5 ]  |
| La reina Margot         | Goran Bregović                | Ballet |             | Directora                                         | [ 6 ]  |
| La dama de las camelias | Giuseppe Verdi / arr.         | Ballet |             | Directora                                         | [ 7 ]  |
| El barbero de Sevilla   | Gioachino Rossini             | Ópera  | 2019        | Mencionada en críticas                            | [ 8 ]  |
| Suton (Crepúsculo)      | Stevan Hristić                | Ópera  | 2016        | Estreno, mencionada en críticas                   | [ 8 ]  |

#### Ópera y Teatro Madlenianum
En la Ópera y Teatro Madlenianum, Vesna Šouc está contratada como directora de orquesta permanente, y durante un período también fue la directora principal de esta casa. Recibió la Carta por su excepcional contribución artística a largo plazo a la Ópera y Teatro Madlenianum en 2019.
| Título           | Compositor/Autor                                                          | Tipo         | Año/Período      | Nota                                            | Fuente |
| ---------------- | ------------------------------------------------------------------------- | ------------ | ---------------- | ----------------------------------------------- | ------ |
| Company          | Stephen Sondheim (música y letras), George Furth (libreto)                | Musical      |                  | Directora                                       | [ 10 ] |
| Mandragola       | Ivan Jevtić (música), Vesna Miladinović (libreto basado en N. Maquiavelo) | Ópera cómica | 2009             | Estreno mundial 16.12.2009                      | [ 11 ] |
| La viuda alegre  | Franz Lehár                                                               | Opereta      | 2020             | Estreno en febrero de 2020                      | [ 9 ]  |
| La vida parisina | Jacques Offenbach                                                         | Opereta      | 2022 (anunciado) | Directora en el estreno el 1 de octubre de 2022 | [ 12 ] |

#### Teatro Terazije
En el Teatro Terazije, Vesna Šouc ocupa el cargo de directora musical, es decir, directora principal. Por su trabajo, recibió el Premio Anual por el estreno del musical El fantasma de la ópera en 2017, así como el Premio Anual del Teatro Terazije en 2016. Dirigió el musical The Drowsy Chaperone (título original, en serbio Brodvejske vragolije), por cuya interpretación orquestal recibió elogios de la autora Lisa Lambert.
| Título                  | Compositor/Autor                                                                  | Año/Período | Nota                                                 | Fuente |
| ----------------------- | --------------------------------------------------------------------------------- | ----------- | ---------------------------------------------------- | ------ |
| El fantasma de la ópera | Andrew Lloyd Webber                                                               | 2017        | Estreno premiado                                     | [ 1 ]  |
| The Drowsy Chaperone    | Lisa Lambert, Greg Morrison (música y letras); Bob Martin, Don McKellar (libreto) | 2019        | Elogios de la autora por la interpretación orquestal | [ 13 ] |

#### Teatro Nacional de Serbia en Novi Sad
Vesna Šouc también trabaja como directora de orquesta en el Teatro Nacional de Serbia en Novi Sad.

### Actividad sinfónica, concertística y coral
Ha realizado más de seiscientos conciertos. Ha dirigido todas las orquestas sinfónicas de Serbia y ha liderado la Orquesta Sinfónica de la Facultad de Música de Belgrado. Ha colaborado con numerosos conjuntos de cámara, incluyendo la Orquesta de Cámara de Belgrado "Dušan Skovran", las Cuerdas de San Jorge, la Orquesta de Cámara de la RTS, la Orquesta de Cámara de Novi Sad y la Orquesta de Cámara de la Escuela de Talentos Musicales de Ćuprija.
Su carrera internacional incluye actuaciones en escenarios como la Salle Gaveau en París y el Teatro Aleksandrinski en San Petersburgo. Ha dirigido renombradas orquestas extranjeras: la Filarmónica de Riga (Letonia), la Orquesta Sinfónica MATÁV de Budapest (Hungría), la Orquesta Sinfónica de Szeged (Hungría), la Orquesta Sinfónica Presidencial de Ankara (CSO, Turquía), la Orquesta Sinfónica de Estambul (Turquía), la Orquesta Sinfónica de Bursa (Turquía), la Filarmónica de Sarajevo (Bosnia y Herzegovina), la Filarmónica de Banja Luka (Bosnia y Herzegovina) y la Orquesta Sinfónica del Festival de Narni (Italia). Ha actuado en Francia, Alemania, Rusia, Italia, Dinamarca, Suiza, Letonia, Grecia, Eslovaquia, Canadá, Turquía, Hungría, Eslovenia, Croacia, la República Srpska, Bosnia y Herzegovina, Macedonia del Norte y España.
En el ámbito de la dirección coral, fue fundadora y directora de los coros "Branko Radičević" y "Belcanto", y también dirigió el coro "Lola".

### Política de repertorio y expresión artística
El repertorio de Vesna Šouc abarca obras del patrimonio clásico mundial, así como obras de autores contemporáneos, incluyendo un gran número de estrenos. Ejemplos incluyen el estreno mundial de la ópera cómica "Mandragola" de Ivan Jevtić y el estreno serbio de una obra de Alfred Schnittke en colaboración con la violinista Mina Mendelson.
La filosofía artística de Vesna Šouc enfatiza que "un director no existe sin un ensemble", destacando la importancia del trabajo en equipo y la confianza mutua. Percibe la música como un "lenguaje universal que evoca emociones". Las críticas a menudo destacan su "gesticulación elegante y rítmica", su "serenidad encantadora", la capacidad de "mantener todo bajo control con una batuta mágica", su "tono definido y penetrantemente musical", así como su "fuerte credibilidad artística y encanto extremo".

## Contribución pedagógica

### Facultad de Música de Belgrado
Vesna Šouc es profesora titular en el Departamento de Dirección de Orquesta de la Facultad de Música de Belgrado y jefa de dicho departamento.

### Clases magistrales
Ha sido profesora visitante en la Universidad Bilgi de Estambul (Turquía) y en la Academia de las Artes de Banja Luka (República Srpska).

## Discografía y grabaciones permanentes

### Lanzamientos de CD
Vesna Šouc ha grabado seis CDs, tres de los cuales fueron lanzados por sellos extranjeros.
| Título del álbum/Descripción                                       | Orquesta                         | Solistas                                                          | Obras clave en el programa | Productor/Sello                  | Año  | Fuente |
| ------------------------------------------------------------------ | -------------------------------- | ----------------------------------------------------------------- | --- | -------------------------------- | ---- | ------ |
| Música de Ivan Jevtić                                              | Orquesta de Cámara de Novi Sad   | Eric Aubier (trompeta), Snežana Savičić (soprano)                 | "Que le jour est beau", "Eissplitter", 11 poemas de Irène Speiser                                                             | Mandala - Harmonia Mundi (París) | 2003 | [ 15 ] |
| Concierto con la Filarmónica de Belgrado (en vivo)                 | Orquesta Filarmónica de Belgrado | Konstantin Bogino (piano), Paavali Jumppanen (piano)              | J. Sibelius - Finlandia Op. 26, F. Poulenc - Concierto para dos pianos y orquesta en re menor, G. Gershwin - Rhapsody in Blue | NATAN (Belgrado)                 | 1999 | [ 15 ] |
| Concierto de Gala de Ópera con la Orq. Sinf. de Estambul (en vivo) | Orquesta Sinfónica de Estambul   | Eglise Gutiérrez, Burak Bilgili, Şenol Talinli, Özay y Önay Günay | Concierto de Gala de Ópera | Orquesta Sinfónica de Estambul   | 2005 | [ 15 ] |

### Grabaciones permanentes para medios
Ha realizado numerosas grabaciones permanentes para programas de radio y televisión nacionales y extranjeros. Su sitio web oficial enumera grabaciones de conciertos con la Orquesta Sinfónica de la RTS, la Orquesta de Cámara "Dušan Skovran", la Orquesta Sinfónica de la FMU, la Orquesta Sinfónica de Bursa, la Orquesta Sinfónica de Estambul, así como grabaciones de video para la Radio Televisión de Serbia (conciertos, ópera "El niño sin miedo").

## Premios, reconocimientos y recepción crítica
| Nombre del premio/reconocimiento                               | Año  | Institución/Justificación                                                            | Fuente |
| -------------------------------------------------------------- | ---- | ------------------------------------------------------------------------------------ | ------ |
| Carta por contribución artística excepcional a largo plazo     | 2019 | Ópera y Teatro Madlenianum                                                           | [ 1 ]  |
| Premio Anual del Teatro Terazije                               | 2017 | Por el estreno del musical El fantasma de la ópera                                   | [ 1 ]  |
| Premio Anual del Teatro Terazije                               | 2016 |                                                                                      | [ 1 ]  |
| Placa de Plata de la Universidad de las Artes                  | 2004 | Universidad de las Artes de Belgrado                                                 | [ 1 ]  |
| Insignia de Oro de la Comunidad Cultural y Educativa de Serbia | 1995 | Comunidad Cultural y Educativa de Serbia                                             | [ 1 ]  |
| Premio de Octubre de la Ciudad de Zemun                        | 1992 | Por logros en el campo de la música                                                  | [ 1 ]  |
| Premio Estudiantil de Octubre de la Ciudad de Belgrado         | 1992 | Por logros sobresalientes y actividad concertística a nivel nacional e internacional | [ 1 ]  |
| Premio del Fondo "Petar Milošević"                             | 1990 | Por el mejor examen final de dirección – concierto                                   | [ 1 ]  |

Los conciertos y representaciones teatrales de Vesna Šouc son regularmente acompañados por críticas excepcionalmente positivas.